# Чхе Су Бін
У цьому корейському імені прізвище (Чхе) стоїть перед особовим ім'ям.
Чхе Су Бін (кор. 채수빈; при народженні Бе Су Бін, кор. 배수빈; нар. 10 липня 1994) — південнокорейська акторка. Здобула славу роллю в телесеріалі «Кохання в місячному сяйві» (2016), а потім отримала головні ролі у серіалах «Повстанець: Злодій, який крав людей» (2017), «Найсильніший кур'єр» (2017), «Я — не робот» (2017-2018), «Куди злітаються зорі» (2018), «Дрібка твого розуму» (2020), «Копи-новачки» (2022) та «Приголомшливі» (2022).

## Кар'єра

### 2014—2015: Початок
Чхе Су Бін була помічена кастинг-директором на вулиці, який зайнявся її першою роллю в фільмі ««Мій диктатор»», що вийшов у 2014. Потім вона брала участь у серіалах «Будинок синьої пташки»,  що виходив у вихідні дні, та молодіжному серіалі ««Підбадьорся!»» (2015), за ролі в яких отримала нагороду «Найкраща нова акторка».

### 2016–донині: Набирання популярності
Підвищенню популярності Чхе Су Бін сприяла роль у популярному серіалі «Кохання в місячному сяйві» (2016), за що була номінована на «Нагороду за майстерність» на 30-ій премії KBS драма. У цьому ж році вона знімалася в п'єсі «Чорна пташка» і китайсько-корейській вебдрамі «Моя людина-кіт».
У січні 2017 року вона вперше отримала головну роль в історичному телесеріалі «Повстанець: Злодій, який крав людей». Серіал мав скромний успіх, але привів до зростання популярності акторки. Пізніше знімалася в молодіжній романтичній драмі «Найсильніший кур'єр» від KBS2 та романтичній комедійній драмі «Я — не робот» від MBC.
У 2018 році Чхе Су Бін знялася у серіалі «Куди злітаються зорі» про аеропорт. Її робота виграла «Нагороду за майстерність» на Премії SBS драма. Чхе Су Бін та співактор Лі Че Хун також отримали почесне звання амбасадорів Міжнародний аеропорт Інчхон.
Після закінчення її контракту з агентством Toin Entertainment у грудні 2018 ЧхеСу Бін приєдналася до агентства King Kong by Starship у січні 2019.
У 2020 році знялася в романтичній драмі «Дрібка твого розуму» разом із Чон Хе Ін. Вона також знялася разом із Чан Кі Йоном у романтично-комедійному фільм «Кисло-солодке».
У січні 2022 вона знімалася з Кан Даніелєм у серіалі «Копи-новачки» від Disney+. 25 травня 2022 Чхе Су Бін вирішила подовжити свій контракт з агентством King Kong by Starship. У грудні цього року вона знімалася у «Приголомшливі» від Netflix.

## Фільмографія

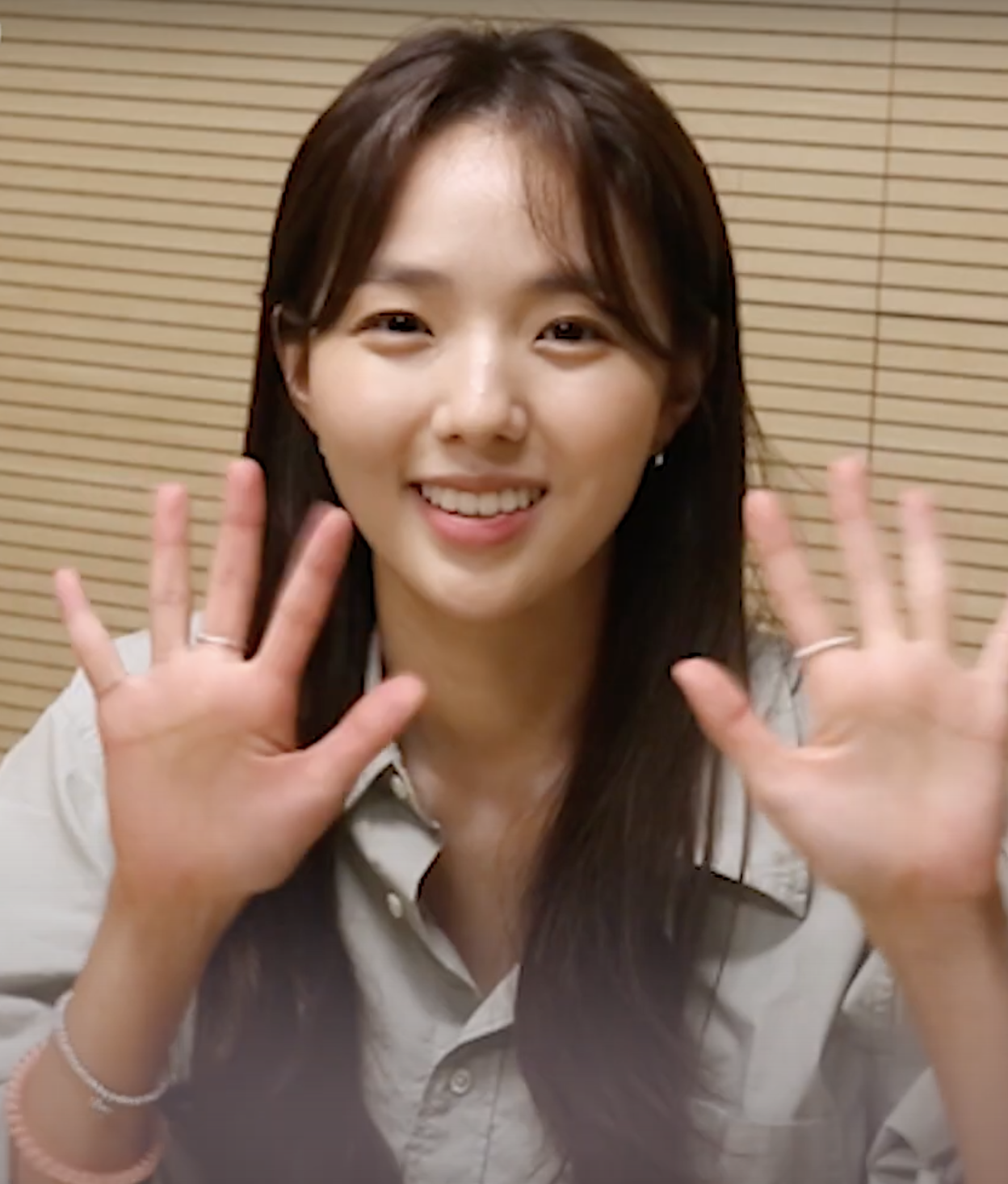
Чхе Су Бін восени 2020 року

### Фільми
| Рік  | Назва                                 | Роль                     | Прим.  |
| ---- | ------------------------------------- | ------------------------ | ------ |
| 2014 | «Мій диктатор»                        | Дівчина в короткому топі | [ 2 ]  |
| 2015 | «Ніч з ідеальним незнайомцем»         | Хє Джін                  | [ 22 ] |
| 2015 | «M.Boy»                               | Лі Ин Су                 | [ 23 ] |
| 2016 | «Сорі: Голос із серця»                | Кім Ю Чу                 | [ 24 ] |
| 2019 | «Твоє ім'я є троянда»                 | Хьон А                   | [ 25 ] |
| 2021 | «Кисло-солодке»                       | Да Ин                    | [ 18 ] |
| 2022 | «Пірати: Останній королівський скарб» | Хе Гим                   | [ 26 ] |
| 2024 | «Викрадення 1971»                     | Лі Ок Сун                | [ 27 ] |

### Телевізійні серіали
| Рік       | Назва                                        | Роль                           | Мережа | Прим.  |
| --------- | -------------------------------------------- | ------------------------------ | ------ | ------ |
| 2014      | «Фестиваль Драми — Щоденник ображеної жінки» | Сім Чхон І                     | MBC    | [ 28 ] |
| 2015      | «Шпигун»                                     | Чо Су Йон                      | KBS2   | [ 29 ] |
| 2015      | «Будинок синьої пташки»                      | Хан Ин Су                      | KBS2   | [ 3 ]  |
| 2015      | «Підбадьорся!»                               | Квон Су А                      | KBS2   | [ 4 ]  |
| 2016      | «Кохання в місячному сяйві»                  | Чо Ха Йон                      | KBS2   | [ 7 ]  |
| 2016      | «Король шопінгу Луї»                         | Ван Мон Шіль (камео, 16 серія) | MBC    | [ 30 ] |
| 2017      | «Повстанець: Злодій, який крав людей»        | Сон Ка Рьон                    | MBC    | [ 9 ]  |
| 2017      | «Найсильніший кур'єр»                        | Лі Тан А                       | KBS2   | [ 11 ] |
| 2017      | «Якщо б ми мали сезон» (спеціальна драма)    | Хе Рім                         | KBS2   | [ 31 ] |
| 2017-2018 | «Я — не робот»                               | Чо Чі А / Ачі3                 | MBC    | [ 12 ] |
| 2018      | «Куди злітаються зорі»                       | Хан Йо Рим                     | SBS    | [ 13 ] |
| 2020      | «Дрібка твого розуму»                        | Хан Со У                       | tvN    | [ 17 ] |

### Вебсеріали
| Рік  | Назва            | Роль      | Мережа       | Прим.  |
| ---- | ---------------- | --------- | ------------ | ------ |
| 2016 | «Моя людина-кіт» | Мі О      | Tencent, MBC | [ 8 ]  |
| 2022 | «Копи-новачки»   | Ко Ин Кан | Disney+      | [ 19 ] |
| 2022 | «Приголомшливі»  | Пьо Чі Ин | Нетфлікс     | [ 21 ] |

### Телевізійні шоу
| Рік  | Назва                        | Роль                        | Замітки                          | Мережа | Прим.  |
| ---- | ---------------------------- | --------------------------- | -------------------------------- | ------ | ------ |
| 2021 | «Оренда: Будинок на колесах» | Учасниця акторського складу | з акторським складом «Піратів 2» | tvN    | [ 32 ] |

### Поява у музичних відеокліпах
| Рік  | Назва                                                                     | Виконавці                            | Прим.  |
| ---- | ------------------------------------------------------------------------- | ------------------------------------ | ------ |
| 2014 | «Girlfriend» [Архівовано 30 березня 2016 у Wayback Machine.]              | Uniqnote разом із Бобі Кім і Чон Йоп | [ 33 ] |
| 2016 | «You Are, You Are, You Are» [Архівовано 29 січня 2021 у Wayback Machine.] | Wax                                  | [ 34 ] |
| 2021 | «Moving On»                                                               | Чо Кюхьон                            | [ 35 ] |

## Театр
| Рік       | Назва                    | Роль               | Тевтр                                                      | Дата                        | Прим.  |
| --------- | ------------------------ | ------------------ | ---------------------------------------------------------- | --------------------------- | ------ |
| 2012      | «Романтика у четвер»     | Со І Кьон          | Театр Чаю Сеульського мистецького центру                   | З 3 грудня по 30 грудня     | [ 36 ] |
| 2016      | «Чорна пташка»           | Уна                | Культурна фабрика Темьон (DCF) Зал 1 Парковий зал Вівальді | З 13 жовтня по 20 листопада | [ 37 ] |
| 2019      | «Студент і монсьє Генрі» | Констанція Піпоньє | Daehangno Uniplex 1                                        | з 15 березня по 12 травня   |        |
| 2020-2021 | «Студент і монсьє Генрі» | Констанція Піпоньє | Yes24 Сцена 1                                              | З 3 грудня по 14 лютого     | [ 38 ] |
| 2021      | «Студент і монсьє Генрі» | Констанція Піпоньє | Малий театр Мистецького цунтру Кьонгі, Сувон               | З 27-28 березня             | [ 39 ] |
| 2021      | «Студент і монсьє Генрі» | Констанція Піпоньє | Онлайн                                                     | 30 травня                   | [ 40 ] |
| 2022      | «Закоханий Шекспір»      | Віола де Лессепс   | Театр CJ Товоль Сеульського мистецького центру             | З 28 січня по 26 березня    | [ 41 ] |

## Дискографія
| Рік  | Назва         | Альбом                      |
| ---- | ------------- | --------------------------- |
| 2017 | «That's Love» | «The Rebel OST»             |
| 2017 | «Way to You»  | «Strongest Deliveryman OST» |

## Амбасадорство
| Рік  | Назва                                                                                  | Нотатки    |
| ---- | -------------------------------------------------------------------------------------- | ---------- |
| 2015 | DMZ Фестиваль міжнародних документальних фільмів (International Documentary Film Fest) | з Ю Син Хо |

## Нагороди та номінації
| Рік  | Нагорода                    | Категорія                                                                           | Номінована за роботою                                   | Результат | Прим.  |
| ---- | --------------------------- | ----------------------------------------------------------------------------------- | ------------------------------------------------------- | --------- | ------ |
| 2015 | 4-а Премія «Зірок МААТР»    | Найкраща нова акторка                                                               | «Будинок синьої пташки»                                 | Перемога  | [ 5 ]  |
| 2015 | 8-а Премія корейської драми | Найкраща нова акторка                                                               | «Будинок синьої пташки»                                 | Номінація |        |
| 2015 | 29-та Премія KBS драма      | Найкраща нова акторка                                                               | «Будинок синьої пташки», «Підбадьорся!»                 | Перемога  | [ 6 ]  |
| 2015 | 29-та Премія KBS драма      | Нагорода за популярність (акторка)                                                  | «Будинок синьої пташки», «Підбадьорся!»                 | Номінація |        |
| 2015 | 29-та Премія KBS драма      | Найкраща пара (разом із Лі Сан Йопом)                                               | «Будинок синьої пташки»                                 | Номінація |        |
| 2016 | 11-та Премія Max Movie      | Нагорода «Висхідна Зірка»                                                           | «Сорі: Голос із серця»                                  | Перемога  | [ 42 ] |
| 2016 | 30-та Премія KBS драма      | Нагорода за високу майстерність (акторка середньотривалої драми)                    | «Кохання в місячному сяйві»                             | Номінація |        |
| 2017 | Премія MBC драма            | Нагорода за високу майстерність (акторка серіалу, що виходить у понеділок-вівторок) | «Повстанець: Злодій, який вкрав людей»                  | Перемога  | [ 43 ] |
| 2017 | 31-ша Премія KBS драма      | Найкраща акторка в Одно-серійній/Спеціальній/Короткій Драмі                         | «Якщо б ми мали сезон»                                  | Номінація |        |
| 2017 | 31-ша Премія KBS драма      | Нагорода за високу майстерність (акторка в мінісеріалі)                             | «Найсильніший Кур'єр»                                   | Номінація |        |
| 2017 | 31-ша Премія KBS драма      | Нагорода «Найкраща пара»(разом із Ко Кьон Пхьо)                                     | «Найсильніший Кур'єр»                                   | Номінація |        |
| 2017 | 31-ша Премія KBS драма      | Нагорода Netizen (жінки)                                                            | «Найсильніший Кур'єр»                                   | Номінація |        |
| 2018 | Премія SBS драма            | Нагорода за майстерність (акторка в серіалі, що виходить в понеділок-вівторок)      | «Куди злітаються зорі»                                  | Перемога  | [ 14 ] |
| 2018 | Премія SBS драма            | Найкраща пара                                                                       | Чхе Су Бін разом з Лі Че Хуном («Куди злітаються зорі») | Номінація | [ 44 ] |